# Rynołty
Rynołty – wieś w Polsce położona w województwie podlaskim, w powiecie zambrowskim, w gminie Szumowo.
Wierni kościoła rzymskokatolickiego należą do parafii Najświętszej Maryi Panny Częstochowskiej w Szumowie.

## Historia
Nazwa wsi pochodzi od Rynołta – dziedzica wsi Załuski w Ziemi Zakroczymskiej, który w 1431 roku odkupił od swego stryja Ścibora z Niepiekłów i Załusek i jego synów 10 włók w Wyszomierzu „ultra Ostrovia” za 20 kop groszy. W Metryce Księstwa Mazowieckiego zapisano: „Nyepyekly. Item anno XXXI. Constituti personaliter Stiborius cum Paulo, Iacobo, Iohanne, Prandotha et Gowokone, filis suis, heredes de Nyepyekli, decem manos mensure Chulmensis super hereditate Wyschemyerz …, Ronaldo et Bartholomeo, filiastro suo, heredibus de Szalusky, pro viginti sexagenis grossorum latorum vendiderunt perpetue …”. Wcześniej Ścibor herbu Rawicz – syn Jana, wnuk Wojciecha, prawnuk Niepiekły – wojskiego zakroczymskiego (1376), dziedzic z Załusek i Niepiekłów, wraz z bratem Mirzonem, otrzymał od księcia Janusza I Starszego nadanie 30 włók ziemi we wsi Wyszomierz w Ziemi Nurskiej. W Metryce Koronnej (1414–1425) czytamy: „Dux donavit 30 mansos in Wiszemierz ultra Ostrowa Mirzon et Stiborio de Zaluski”. Obecnie jest to wieś Wyszomierz Wielki, leżąca przy szosie Warszawa – Białystok i sąsiadująca z Rynołtami.
Wieś szlachecka położona była w drugiej połowie XVI wieku w powiecie ostrowskim ziemi nurskiej. W latach 1921–1939 wieś leżała w województwie białostockim, w powiecie łomżyńskim, w gminie Szumowo.
Według Powszechnego Spisu Ludności z 1921 roku wieś zamieszkiwało 95 osób w 15 budynkach mieszkalnych. Miejscowość należała do parafii rzymskokatolickiej w Szumowie. Podlegała pod Sąd Grodzki w Zambrowie i Okręgowy w Łomży; właściwy urząd pocztowy mieścił się w Szumowie.
W wyniku napaści ZSRR na Polskę we wrześniu 1939 miejscowość znalazła się pod okupacją sowiecką. Od czerwca 1941 roku pod okupacją niemiecką. Od 22 lipca 1941 do 1945 włączona w skład Landkreis Lomscha, Bezirk Bialystok III Rzeszy. W pobliżu wsi przebiegała Linia Mołotowa (Zambrowski Rejon Umocniony). Do dziś zachowały się schrony, rozsiane w okolicznych lasach. W latach 1975–1998 miejscowość administracyjnie należała do województwa łomżyńskiego.